# Franca Contea
La Franca Contea (in francese Franche-Comté; in francoconteese: Fraintche-Comtè; in arpitano: Franche-Comtât) è una regione storica e culturale della Francia orientale; fino al 31 dicembre 2015 ne fu anche regione amministrativa. Con la ristrutturazione periferica del Paese, dal 1º gennaio 2016 il suo territorio fa parte della nuova regione di Borgogna-Franca Contea. Il suo capoluogo storico è Besançon, che dopo la citata unificazione amministrativa è rimasta sede del consiglio regionale della nuova entità (mentre il ruolo di capoluogo è passato a Digione).
Confina con la Svizzera tedesca e quella francese e il suo nome in tedesco è Freigrafschaft Burgund, in francoconteese Fraintche-Comtè e in francoprovenzale Franche-Comtât.

## Storia

Il Ducato di Borgogna (a sinistra) e la Franca Contea di Borgogna (a destra) nel secolo XIV

Il territorio che attualmente corrisponde alla regione della Franca Contea fu una delle parti principali in cui si frantumò l'antico Regno dei Burgundi; storicamente questa regione fu una libera contea, detta appunto Franca Contea di Borgogna, che rimase vassalla del Sacro Romano Impero, mentre al contrario il vicino Ducato di Borgogna divenne vassallo della corona di Francia.
Tra la fine dell’epoca medievale e la seconda metà del XVII secolo, la Franca Contea fu un possedimento degli Asburgo. In questo periodo fu governata successivamente da tre donne: innanzitutto, dal 1509 al 1530, da Margherita d’Austria, zia di Carlo V, poi da Maria di Ungheria, sorella dell’imperatore (dal 1530 al 1555) e infine da Isabella, la figlia di Filippo II, dal 1598 al 1633".
Solo nel XVII secolo la Francia riuscì ad annettere direttamente questo territorio.

## Geografia fisica
Le città principali, oltre a Besançon, sono Belfort, Lons-le-Saunier e Vesoul.
Il territorio della regione confina con quello del Rodano-Alpi a sud, della Borgogna a ovest, della Champagne-Ardenne a nord-ovest, della Lorena a nord e dell'Alsazia a nord-est, oltre che con la Svizzera (cantoni Giura, Neuchâtel e Vaud) a est. La Franca Contea è inoltre attraversata dai fiumi Ain e Ognon.